# Road Town
Road Town je mali grad smješten na otoku Tortola. Upravno je središte (glavni grad) Britanskih Djevičanskih otoka. Nalazi se na području Road Harbour na južnoj obali otoka. Prema procjenama grad je 2004. imao 9 400 stanovnika. Po popisu iz 2012. Road Town ima 12 603 žitelja. Središte je nautičkog turizma (prihvatilište jahti). Najstarija zgrada u Road Townu izgrađena je 1840-ih i nalazi se u glavnoj ulici. Naselje se počelo graditi 1834., ali je požar 1853. uništio svaku zgradu. Požar se proširio zbog ljutitih prosvjednika koji su prosvjedovali zbog povećanja poreza na goveda. Prosvjednici su naposljetku zapalili većinu plantaža diljem otoka. Grad nema zračnu luku nego koristi međunarodnu zračnu luku nazvanu po Terranceu B. Lettsomeu, koja se nalazi na otoku Beef, nedaleko od grada. Ona može poslužiti samo za letove na kraćim relacijama. Za dulje relacije koristi se zračna luka nazvana po Cyrilu E. Kingu, koja se nalazi na Američkim Djevičanskim otocima. Za javni prijevoz Road Town koristi autobuse. 